# Zuid-Korea op de Olympische Winterspelen 2010

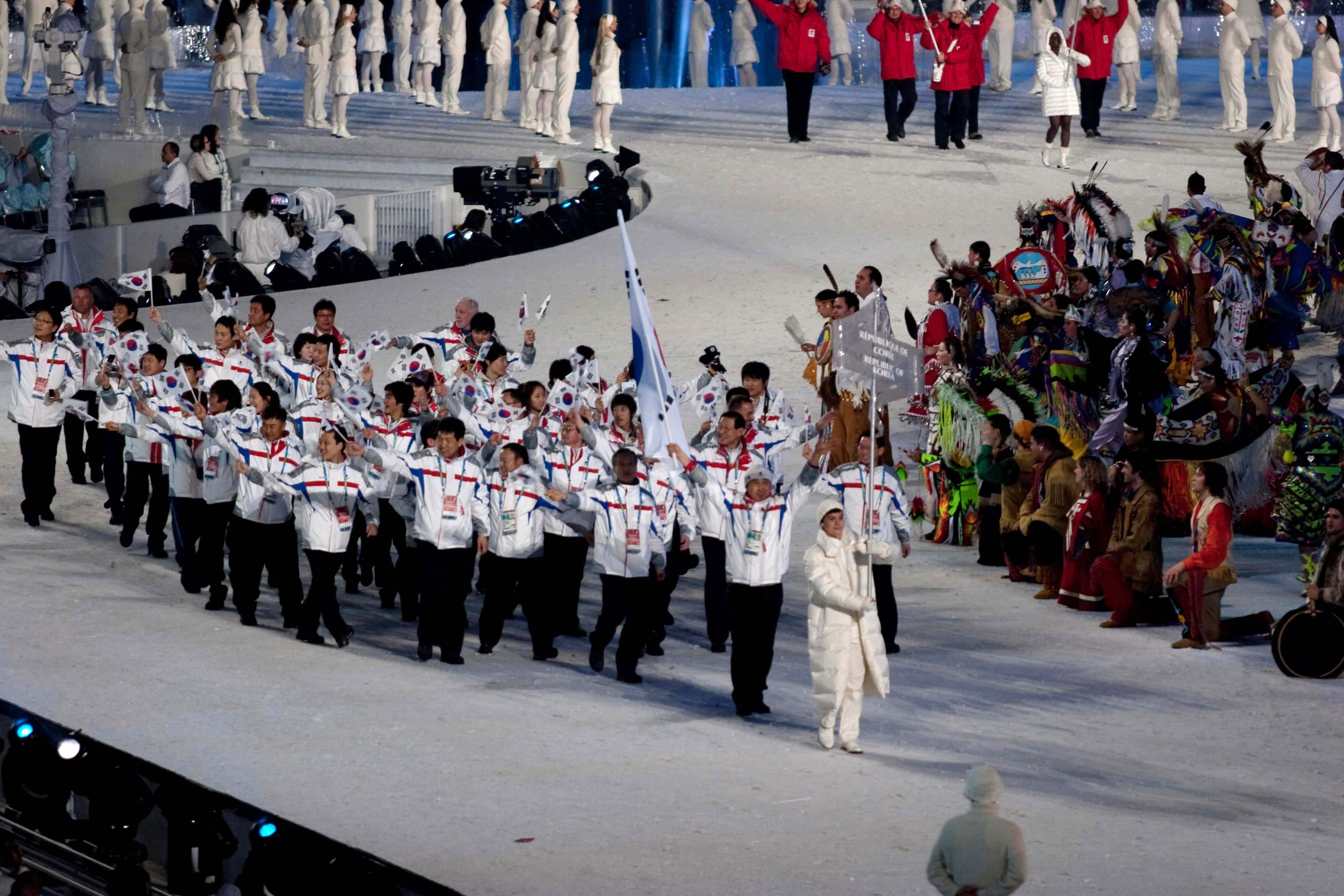
Het team van Zuid-Korea bij de opening

Tijdens de Olympische Winterspelen van 2010, die in Vancouver (Canada) werden gehouden, nam Zuid-Korea voor de zestiende keer deel aan de Winterspelen.

## Medailleoverzicht
| Sport          | Olympiër                                                      | Discipline           | Medaille |
| -------------- | ------------------------------------------------------------- | -------------------- | -------- |
| Kunstschaatsen | Kim Yu-na                                                     | vrouwen              | Goud     |
| Schaatsen      | Mo Tae-bum                                                    | 500 m (m)            | Goud     |
| Schaatsen      | Lee Seung-hoon                                                | 10.000 m (m)         | Goud     |
| Schaatsen      | Lee Sang-hwa                                                  | 500 m (v)            | Goud     |
| Shorttrack     | Lee Jung-su                                                   | 1000 m (m)           | Goud     |
| Shorttrack     | Lee Jung-su                                                   | 1500 m (m)           | Goud     |
| Shorttrack     | Sung Si-bak                                                   | 500 m (m)            | Zilver   |
| Shorttrack     | Lee Ho-suk                                                    | 1000 m (m)           | Zilver   |
| Shorttrack     | Kwak Yoon-gy Lee Ho-suk Lee Jung-su Sung Si-bak Kim Seoung-il | 5000 m aflossing (m) | Zilver   |
| Shorttrack     | Lee Eun-byul                                                  | 1500 m (v)           | Zilver   |
| Schaatsen      | Mo Tae-bum                                                    | 1000 m (m)           | Zilver   |
| Schaatsen      | Lee Seung-hoon                                                | 5000 m (m)           | Zilver   |
| Shorttrack     | Park Seung-hi                                                 | 1000 m (v)           | Brons    |
| Shorttrack     | Park Seung-hi                                                 | 1500 m (v)           | Brons    |

## Deelnemers en resultaten

### Alpineskiën
| Olympiër       | Discipline       | Resultaat | Prestatie                          |
| -------------- | ---------------- | --------- | ---------------------------------- |
| Kim Woo-Sung   | reuzenslalom (m) | DSQ       | DSQ1                               |
| Kim Woo-Sung   | slalom (m)       | DNF       | DNF-1                              |
| Jung Dong-Hyun | slalom (m)       | DNF       | DNF-1                              |
|                |                  |           |                                    |
| Sun-joo Kim    | reuzenslalom (v) | 49e       | 2.44,58 (+17,47) — 1.23,88+1.20,70 |
| Sun-joo Kim    | slalom (v)       | 46e       | 2.00,03 (+17,14) — 59,70+1.00,33   |

### Biatlon
| Olympiër   | Discipline            | Resultaat | Prestatie                                 |
| ---------- | --------------------- | --------- | ----------------------------------------- |
| Lee In-Bok | 10 km sprint (m)      | 65e       | 27.34,1 (+3.26,3) pen.: 4 (1 + 3)         |
| Lee In-Bok | 20 km individueel (m) | 71e       | 56.24,5 (+8.02,0) pen.: 4 (2 + 0 + 0 + 2) |
|            |                       |           |                                           |
| Mun Ji-Hee | 7,5 km sprint (v)     | 63e       | 22.34,1 (+2.38,5) pen.: 2 (1 + 1)         |
| Mun Ji-Hee | 15 km individueel (v) | 73e       | 48.53,9 (+8.01,1) pen.: 5 (0 + 0 + 2 + 3) |

### Bobsleeën
| Olympiër                                           | Discipline      | Resultaat | Prestatie                               |
| -------------------------------------------------- | --------------- | --------- | --------------------------------------- |
| Kang Kwang-bae Lee Jinhee Kim Donghyun Kim Jung-su | viermansbob (m) | 19e       | 3.31,13 (52,76 / 52,53 / 52,92 / 52,92) |

### Freestylskiën
| Olympiër     | Discipline | Resultaat | Prestatie                                    |
| ------------ | ---------- | --------- | -------------------------------------------- |
| Seo Jung-Hwa | moguls (v) | 21e       | kwalificatie: 21e - uitgeschakeld: 20.88 ptn |

### Kunstrijden
| Olympiër      | Discipline | Resultaat | Prestatie                                    |
| ------------- | ---------- | --------- | -------------------------------------------- |
| Kim Yu-na     | vrouwen    | Goud      | 226.56 (korte kür: 78.50, vrije kür: 150.06) |
| Kwak Min-jung | vrouwen    | 13e       | 155.53 (korte kür: 53.16, vrije kür: 102.37) |

### Langlaufen
| Olympiër     | Discipline              | Resultaat | Prestatie         |
| ------------ | ----------------------- | --------- | ----------------- |
| Lee Jun-gil  | 15 km vrije stijl (m)   | 79e       | 39.51,6 (+6.15,3) |
|              |                         |           |                   |
| Lee Chae-won | 10 km vrije stijl (v)   | 54e       | 27.56,0 (+2.57,6) |
| Lee Chae-won | 15 km achtervolging (v) | 59e       | 47.34,6 (+7.36,5) |

### Rodelen
| Olympiër | Discipline | Resultaat | Prestatie                                    |
| -------- | ---------- | --------- | -------------------------------------------- |
| Lee Yong | mannen     | 36e       | 3.23,296 (50,549 / 50,607 / 51,012 / 51,128) |

### Schaatsen
| Olympiër                                 | Discipline               | Resultaat | Prestatie                                                                          |
| ---------------------------------------- | ------------------------ | --------- | ---------------------------------------------------------------------------------- |
| Lee Kang-seok                            | 500 m (m)                | 4e        | 70,041 (35,053 + 34,988)                                                           |
| Lee Kyou-hyuk                            | 500 m (m)                | 15e       | 70,489 (35,145 + 35,344)                                                           |
| Lee Kyou-hyuk                            | 1000 m (m)               | 9e        | 1.09,92                                                                            |
| Mun Joon                                 | 500 m (m)                | 19e       | 71,192 (35,552 + 35,640)                                                           |
| Mun Joon                                 | 1000 m (m)               | 18e       | 1.10,68                                                                            |
| Mo Tae-bum                               | 500 m (m)                | Goud      | 69,829 (34,923 + 34,906)                                                           |
| Mo Tae-bum                               | 1000 m (m)               | Zilver    | 1.09,12                                                                            |
| Mo Tae-bum                               | 1500 m (m)               | 5e        | 1.46,47                                                                            |
| Lee Ki-ho                                | 1000 m (m)               | 36e       | 1.12,33                                                                            |
| Ha Hong-sun                              | 1500 m (m)               | 31e       | 1.49,93                                                                            |
| Lee Jong-woo                             | 1500 m (m)               | 22e       | 1.49,00                                                                            |
| Lee Seung-hoon                           | 5000 m (m)               | Zilver    | 6.16,95                                                                            |
| Lee Seung-hoon                           | 10.000 m (m)             | Goud      | 12.58,55 OR                                                                        |
| Ha Hong-sun Lee Jong-woo Lee Seung-hoon  | ploegenachtervolging (m) | 5e        | kwartfinale: 3.43,69, verloor van Noorwegen 5e/6e plaats: 3.48,60, won van Italië  |
|                                          |                          |           |                                                                                    |
| Lee Bo-ra                                | 500 m (v)                | 26e       | 78,802 (39,396 + 39,406)                                                           |
| Ahn Jee-min                              | 500 m (v)                | 31e       | 79,144 (39,595 + 39,549)                                                           |
| Oh Min-jee                               | 500 m (v)                | 32e       | 79,584 (39,816 + 39,768)                                                           |
| Lee Sang-hwa                             | 500 m (v)                | Goud      | 76,099 (38,249 + 37,850)                                                           |
| Lee Sang-hwa                             | 1000 m (v)               | 23e       | 1.18,24                                                                            |
| Kim You-lim                              | 1000 m (v)               | dnf       | niet gefinisht                                                                     |
| Noh Seon-yeong                           | 1500 m (v)               | 30e       | 2.02,84                                                                            |
| Noh Seon-yeong                           | 3000 m (v)               | 19e       | 4.17,36                                                                            |
| Lee Ju-youn                              | 1500 m (v)               | 33e       | 2.03,67                                                                            |
| Lee Ju-youn                              | 3000 m (v)               | 23e       | 4.18,87                                                                            |
| Park Do-yeong                            | 3000 m (v)               | 26e       | 4.20,92                                                                            |
| Lee Ju-youn Noh Seon-yeong Park Do-yeong | ploegenachtervolging (v) | 8e        | kwartfinale: 3.07,45, verloor van Japan 7e/8e plaats: 3.06,96, verloor van Rusland |

### Schansspringen
| Olympiër        | Discipline              | Resultaat | Prestatie                                                    |
| --------------- | ----------------------- | --------- | ------------------------------------------------------------ |
| Choi Heung-Chul | normale schans ind. (m) | 48e       | 95 p. (87,5 m en dnq) kwalificatie 40e — 108,5 p. (93,5 m)   |
| Choi Heung-Chul | grote schans ind. (m)   | 49e       | 56,3 p. (98,5 m en dnq) kwalificatie 34e — 107 p. (122,5 m)  |
| Kim Hyun-Ki     | normale schans ind. (m) | 40e       | 107 p. (93,0 m en dnq) kwalificatie 22e — 121,5 p. (99,0 m)  |
| Kim Hyun-Ki     | grote schans ind. (m)   | 42e       | 78 p. (107,5 m en dnq) kwalificatie 33e — 108,9 p. (123,0 m) |
| Choi Yong-Jik   | normale schans ind. (m) | 53e       | kwalificatie: 43e — uitgeschakeld: 107 p. (93,5 m)           |
| Choi Yong-Jik   | grote schans ind. (m)   | 56e       | kwalificatie: 46e — uitgeschakeld: 83,4 p. (110,5 m)         |

dnq: niet geplaatst voor de tweede ronde

### Shorttrack
| Olympiër                                                     | Discipline           | Resultaat | Prestatie                                                                               |
| ------------------------------------------------------------ | -------------------- | --------- | --------------------------------------------------------------------------------------- |
| Kwak Yoon-gy                                                 | 500 m (m)            | 4e        | vr3: 42,147 (1e), kf4: 41,761 (2e), hf2: 41,620 (3e), B-finale: 42,123 (1e)             |
| Lee Ho-suk                                                   | 500 m (m)            | 7e        | vr2: 41,632 (1e), kf3: 41,269 (1e), hf2: 1.24,514 (4e), B-finale: 49,149 (4e)           |
| Lee Ho-suk                                                   | 1000 m (m)           | Zilver    | vr8: 1.25,925 (1e), kf4: 1.24,980 (1e), hf1: 1.25,347 (1e), A-finale: 1.23,801 (2e)     |
| Lee Ho-suk                                                   | 1500 m (m)           | 12e       | vr1: 2.14,324 (2e), hf2: 2.14,833 2e), A-finale: gediskwalificeerd                      |
| Lee Jung-su                                                  | 1000 m (m)           | Goud      | vr7: 1.24,962 (1e), kf2: 1.25,822 (1e), hf1: 1.25,560 (2e), A-finale: 1.23,747 (1e)     |
| Lee Jung-su                                                  | 1500 m (m)           | Goud      | vr3: 2.12,380 (1e), hf1: 2.10,949 (1e), A-finale: 2.17,611 (1e)                         |
| Sung Si-bak                                                  | 500 m (m)            | Zilver    | vr1: 41,889 (1e), kf1: 40,821 (2e), hf1: 40,964 (1e), A-finale: 41,340 (2e)             |
| Sung Si-bak                                                  | 1000 m (m)           | 7e        | vr3: 1.24,245 (1e), kf3: 1.24,570 (1e), hf2: 1.25,068 (3e), B-finale: gediskwalificeerd |
| Sung Si-bak                                                  | 1500 m (m)           | 5e        | vr6: 2.14,836 (1e), hf3: 2.13,585 (1e), A-finale: 2.45,010 (5e)                         |
| Kim Seung-il Kwak Yoon-gy Lee Ho-suk Lee Jung-su Sung Si-bak | 5000 m aflossing (m) | Zilver    | hf1: 6.43,845 (1e), A-finale: 6.44,446 (2e)                                             |
|                                                              |                      |           |                                                                                         |
| Cho Ha-ri                                                    | 500 m (v)            | 10e       | vr1: 44,313 (2e), kf3: 44,306 (3e)                                                      |
| Cho Ha-ri                                                    | 1000 m (v)           | 4e        | vr6: 1.35,953 (1e), kf3: 1.30,543 (2e), hf2: 1.30,792 (4e), B-finale: 1.31,932 (1e)     |
| Cho Ha-ri                                                    | 1500 m (v)           | 5e        | vr4: 2.22,928 (1), hf2: 2.35,492 (3e), A-finale: 2.18,831 (5e)                          |
| Lee Eun-byul                                                 | 500 m (v)            | 8e        | vr4: 44.000 (1e), kf4: 44,582 (2e), hf2: 43,899 (4e), B-finale: 44,860 (4e)             |
| Lee Eun-byul                                                 | 1500 m (v)           | Zilver    | vr6: 2.27,286 (1e), hf1: 2.24,318 (1e), A-finale: 2.17,849 (2e)                         |
| Park Seung-hi                                                | 500 m (v)            | 15e       | vr7: 44,221 (1e), kf1: gediskwalificeerd                                                |
| Park Seung-hi                                                | 1000 m (v)           | Brons     | vr1: 1.31,885 (1e), kf1: 1.30,769 (1e), hf1: 1.29,165 (2e), A-finale: 1.29,379 (3e)     |
| Park Seung-hi                                                | 1500 m (v)           | Brons     | vr2: 2.24,129 (1e), hf3: 2.20,859 (1e), A-finale: 2.17,927 (3e)                         |
| Cho Ha-ri Kim Min-jung Lee Eun-byul Park Seung-hi            | 3000 m aflossing (v) | 8e        | hf1: 4.10,753 (1e), A-finale: gediskwalificeerd                                         |

### Skeleton
| Olympiër  | Discipline | Resultaat | Prestatie                                                         |
| --------- | ---------- | --------- | ----------------------------------------------------------------- |
| Cho In-ho | mannen     | 21e       | 2.43,16 (54,46 / 54,42 / 54,28 / niet gekwalificeerd voor 4e run) |

### Snowboarden
| Olympiër   | Discipline   | Resultaat | Prestatie                                                 |
| ---------- | ------------ | --------- | --------------------------------------------------------- |
| Kim Ho-Jun | halfpipe (m) | 26e       | kwalificatie: 12e; 25,8 ptn (8,4 en 25,8) - uitgeschakeld |

Albanië · Algerije · Andorra · Argentinië · Armenië · Australië · Azerbeidzjan · België · Bermuda · Bosnië en Herzegovina · Brazilië · Bulgarije · Canada · Chili · China · Chinees Taipei · Colombia · Cyprus · Denemarken · Duitsland · Estland · Ethiopië · Finland · Frankrijk · Georgië · Ghana · Griekenland · Groot-Brittannië · Hongarije · Hongkong · Ierland · IJsland · India · Iran · Israël · Italië · Jamaica · Japan · Kaaimaneilanden · Kazachstan · Kirgizië · Kroatië · Letland · Libanon · Liechtenstein · Litouwen · Macedonië · Marokko · Mexico · Moldavië · Monaco · Mongolië · Montenegro · Nederland · Nepal · Nieuw-Zeeland · Noord-Korea · Noorwegen · Oekraïne · Oezbekistan · Oostenrijk · Pakistan · Peru · Polen · Portugal · Roemenië · Rusland · San Marino · Senegal · Servië · Slovenië · Slowakije · Spanje · Tadzjikistan · Tsjechië · Turkije · Verenigde Staten · Wit-Rusland · Zuid-Afrika · Zuid-Korea · Zweden · Zwitserland